# Haftanstalt Tahoua
Die Haftanstalt Tahoua (französisch Maison d’arrêt de Tahoua) ist ein Gefängnis in der Stadt Tahoua in Niger.

## Baubeschreibung und Geschichte
Die Haftanstalt befindet sich im Norden der Stadt Tahoua in der gleichnamigen Region Tahoua. Sie ist auf eine Aufnahmekapazität von 450 Insassen ausgelegt. Es handelt sich um eine nicht spezialisierte Anstalt, in der generell Personen, die mit dem Gesetz in Konflikt geraten sind, inhaftiert werden.
Das Gefängnis besteht seit dem Jahr 1939. Es wurde von der damaligen Kolonialmacht Frankreich errichtet. In den 1960er Jahren waren politische Gefangene von der verbotenen Partei Sawaba hier untergebracht. Um gegen die schlechten Haftbedingungen zu demonstrieren, traten sie in Hungerstreik. Zumindest vorübergehend wurden ihre Haftbedingungen verbessert. Hunderte Sawaba-Gefangene in Tahoua und anderen Gefängnissen wurden erst kurz nach dem Staatsstreich durch Seyni Kountché 1974 freigelassen.
Ein Verband nigrischer Menschenrechtsorganisationen stellte bei einem Besuch 2014 gravierende Probleme bei der Versorgung der Häftlinge mit ausreichend sauberem Trinkwasser fest. Im Rahmen der Bekämpfung der COVID-19-Pandemie in Niger erließ Staatspräsident Mahamadou Issoufou am 30. März 2020 landesweit 1540 Gefangenen ihre restliche Haftstrafe, darunter 24 in der Haftanstalt Tahoua.